# Palaeofusulina
Palaeofusulina, en ocasiones erróneamente denominado Paleofusulina, es un género de foraminífero bentónico de la subfamilia Boultoniinae, de la familia Schubertellidae, de la superfamilia Fusulinoidea, del suborden Fusulinina y del orden Fusulinida. Su especie tipo es Palaeofusulina prisca. Su rango cronoestratigráfico abarca el Lopingiense (Pérmico superior).

## Discusión
Clasificaciones más recientes incluyen 'Palaeofusulina en la superfamilia Schubertelloidea, y en la subclase Fusulinana de la clase Fusulinata.

## Clasificación
'Se han descrito numerosas especies de 'Palaeofusulina. Entre las especies más interesantes o más conocidas destacan:
- Palaeofusulina mutabilis †
- Palaeofusulina prisca †

Un listado completo de las especies descritas en el género Palaeofusulina puede verse en el siguiente anexo.
En Palaeofusulina se han considerado los siguientes subgéneros:
- Palaeofusulina (Paradunbarula), aceptado como género Paradunbarula
- Palaeofusulina (Parafusulina), aceptado como género Parafusulina
- Palaeofusulina (Polydiexodina), aceptado como género Polydiexodina